# السنغال في الألعاب الأولمبية
السنغال في الألعاب الأولمبية تقوم اللجنة الأولمبية الوطنية الرياضية السنغالية بالإشراف في شؤون مشاركة السنغالية في الألعاب الأولمبية، شاركت غينيا أول مرة في الألعاب الأولمبية في دورة 1964 في طوكيو في اليابان، لم تفز السنغال حتى الآن بأي ميدالية أولمبية.